# Chris Butler (Eishockeyspieler)
Christopher „Chris“ Butler (* 27. Oktober 1986 in St. Louis, Missouri) ist ein ehemaliger US-amerikanischer Eishockeyspieler und derzeitiger -trainer. Der Verteidiger bestritt zwischen 2008 und 2019 über 400 Partien für die Buffalo Sabres, Calgary Flames und St. Louis Blues in der National Hockey League (NHL). Mit der Nationalmannschaft der USA gewann er die Bronzemedaille bei der Weltmeisterschaft 2013. Sein Vater Doug Butler war ebenfalls professioneller Eishockeyspieler, kam allerdings lediglich in der American Hockey League (AHL) zu Einsätzen.

## Karriere
Chris Butler begann seine Karriere als Eishockeyspieler bei den Sioux City Musketeers aus der United States Hockey League, für die er von 2003 bis 2005 insgesamt zwei Jahre lang aktiv war. Während des NHL Entry Draft 2005 wurde der Verteidiger als insgesamt 96. Spieler in der vierten Runde von den Buffalo Sabres ausgewählt. Die folgenden drei Jahre spielte er jedoch zunächst für das Eishockeyteam der University of Denver in der National Collegiate Athletic Association, die er 2008 vorzeitig verließ, da er von den Sabres unter Vertrag genommen worden war.
Ab der Saison 2008/09 stand Butler sowohl für das NHL-Team der Sabres auf dem Eis, als auch für deren Farmteam aus der American Hockey League (AHL), die Portland Pirates. Sein Debüt in der National Hockey League gab der Amerikaner am 19. Dezember 2008 in einem Spiel gegen die Los Angeles Kings. Am 25. Juni 2011 gaben ihn die Sabres gemeinsam mit Paul Byron im Austausch für Robyn Regehr, Aleš Kotalík und einem Zweitrunden-Wahlrecht im NHL Entry Draft 2012 an die Calgary Flames ab. Nach drei Jahren in Calgary wechselte Butler im Juli 2014 zu den St. Louis Blues und unterschrieb dort einen Einjahresvertrag. Dieser wurde zweimal verlängert, wobei der Verteidiger hauptsächlich in der AHL zum Einsatz kam, bei den Chicago Wolves sowie bei den San Antonio Rampage. Nach der Saison 2018/19 beendete er schließlich seine aktive Karriere, in der er insgesamt 414 NHL-Spiele absolviert und dabei 87 Scorerpunkte verzeichnet hatte.
Nachdem er in der Saison 2021/22 als Scout für die Arizona Coyotes tätig gewesen war, wurde er zur Spielzeit 2022/23 als Development Coach in den Trainerstab der Pittsburgh Penguins geholt.

### International
Bei der Weltmeisterschaft 2013 in Stockholm und Helsinki war Butler im Kader der US-Nationalmannschaft und gewann mit dieser die Bronzemedaille.

## Erfolge und Auszeichnungen
- 2005 USHL First All-Star Team
- 2006 WCHA All-Rookie Team
- 2008 WCHA Second All-Star Team
- 2008 NCAA West Second All-American Team

### International
- 2013 Bronzemedaille bei der Weltmeisterschaft

## Karrierestatistik

### International
Vertrat die USA bei:
- U20-Junioren-Weltmeisterschaft 2006
- Weltmeisterschaft 2012
- Weltmeisterschaft 2013

(Legende zur Spielerstatistik: Sp oder GP = absolvierte Spiele; T oder G = erzielte Tore; V oder A = erzielte Assists; Pkt oder Pts = erzielte Scorerpunkte; SM oder PIM = erhaltene Strafminuten; +/− = Plus/Minus-Bilanz; PP = erzielte Überzahltore; SH = erzielte Unterzahltore; GW = erzielte Siegtore; 1 Play-downs/Relegation; Kursiv: Statistik nicht vollständig)